# El Jicote
El Jicote är en ort i Mexiko.   Den ligger i kommunen San Bartolo Tutotepec och delstaten Hidalgo, i den sydöstra delen av landet, 150 km nordost om huvudstaden Mexico City. El Jicote ligger 1 179 meter över havet och antalet invånare är 105.
Terrängen runt El Jicote är kuperad österut, men västerut är den bergig. Runt El Jicote är det ganska tätbefolkat, med 104 invånare per kvadratkilometer. Närmaste större samhälle är Huehuetla, 6,1 km öster om El Jicote. I omgivningarna runt El Jicote växer i huvudsak städsegrön lövskog.